# Temperatura de funcionamiento
Una temperatura de funcionamiento o temperatura de operación es la temperatura a la que funciona un dispositivo eléctrico o mecánico. El dispositivo funcionará eficazmente dentro de un rango de temperatura específico que varía según la función del dispositivo y el contexto de la aplicación, y varía desde la temperatura mínima de funcionamiento hasta la temperatura máxima de funcionamiento. Fuera de este rango de temperaturas de funcionamiento seguras, el dispositivo puede fallar.
Es un componente de la ingeniería de confiabilidad.

## Rangos
La mayoría de los dispositivos se fabrican en varios grados de temperatura. Las calificaciones ampliamente aceptadas son:
| Sector     | °C            |
| ---------- | ------------- |
| Comercial  | 0 hasta 70    |
| Industrial | −40 hasta 85  |
| Militar    | −55 hasta 125 |

No obstante, cada fabricante define sus propios grados de temperatura, por lo que los diseñadores deben prestar mucha atención a las especificaciones reales de la hoja de datos. Por ejemplo, Maxim Integrated utiliza cinco grados de temperatura para sus productos:
| Sector               | °C            |
| -------------------- | ------------- |
| Militar completo     | −55 hasta 125 |
| Automotriz           | −40 hasta 125 |
| AEC-Q100 Nivel 2     | −40 hasta 105 |
| Industrial extendido | −40 hasta 85  |
| Industrial           | −20 hasta 85  |

El uso de dichos grados asegura que un dispositivo sea adecuado para su aplicación y resistirá las condiciones ambientales en las que se utiliza. Los rangos de temperatura de funcionamiento normales se ven afectados por varios factores, como la disipación de energía del dispositivo. Estos factores se utilizan para definir una "temperatura umbral" de un dispositivo, es decir, su temperatura máxima de funcionamiento normal y una temperatura máxima de funcionamiento más allá de la cual el dispositivo dejará de funcionar. Entre estas dos temperaturas, el dispositivo funcionará a un nivel no pico. Por ejemplo, una resistencia puede tener una temperatura umbral de 70 °C y una temperatura máxima de 155 °C, entre los cuales presenta un derrateo térmico.
Para dispositivos eléctricos, la temperatura de funcionamiento puede ser la temperatura de unión (TJ) del semiconductor en el dispositivo. La temperatura de la unión se ve afectada por la temperatura ambiente y, para los circuitos integrados, viene dada por la ecuación:
| Símbolo                | Nombre                                        | Unidad |
| ---------------------- | --------------------------------------------- | ------ |
| {\displaystyle T_{J}}  | Temperatura de la unión (Junction)            | °C     |
| {\displaystyle T_{a}}  | Temperatura ambiente                          | °C     |
| {\displaystyle P_{D}}  | Disipación de potencia del circuito integrado | W      |
| {\displaystyle R_{ja}} | Unión a la resistencia térmica ambiental      | °C / W |

## Aeroespacial y militar
Los dispositivos eléctricos y mecánicos utilizados en aplicaciones militares y aeroespaciales pueden necesitar soportar una mayor variabilidad ambiental, incluido el rango de temperatura.
En el Departamento de Defensa de los Estados Unidos se ha definido el Estándar Militar de los Estados Unidos para todos los productos utilizados por las Fuerzas Armadas de los Estados Unidos. El diseño ambiental de un producto y los límites de prueba a las condiciones que sufrirá durante su vida útil se especifican en MIL-STD-810, el Estándar de métodos de prueba del Departamento de Defensa para consideraciones de ingeniería ambiental y pruebas de laboratorio.

La norma MIL-STD-810G especifica que:
...la estabilización de la temperatura de funcionamiento se logra cuando la temperatura de la(s) parte(s) funcional(es) del elemento de prueba que se considera que tiene el retraso térmico más largo está cambiando a una tasa de no más de 2.0 °C (3,6 °F) por hora. 
También especifica procedimientos para evaluar el desempeño de los materiales a cargas de temperatura extrema.
Las palas de las turbinas de motores militares experimentan dos tensiones de deformación significativas durante el servicio normal, fluencia y fatiga térmica. La vida útil de un material "depende en gran medida de la temperatura de funcionamiento", y el análisis de la fluencia es, por tanto, una parte importante de la validación del diseño. Algunos de los efectos de la fluencia y la fatiga térmica pueden mitigarse integrando sistemas de enfriamiento en el diseño del dispositivo, reduciendo la temperatura máxima experimentada por el metal.

## Comercial y minorista
Los productos comerciales y minoristas se fabrican con requisitos menos estrictos que los de aplicaciones militares y aeroespaciales. Por ejemplo, los microprocesadores producidos por Intel Corporation se fabrican en tres grados: comercial, industrial y extendido.
Debido a que algunos dispositivos generan calor durante el funcionamiento, es posible que requieran gestión térmica para garantizar que se encuentren dentro de su rango de temperatura de funcionamiento especificado; específicamente, que están funcionando a la temperatura máxima de funcionamiento del dispositivo o por debajo de ella. El enfriamiento de un microprocesador montado en una configuración comercial o minorista típica requiere "un disipador de calor correctamente montado en el procesador y un flujo de aire efectivo a través del chasis del sistema". Estos sistemas están diseñados para proteger el procesador de condiciones de funcionamiento inusuales, como "temperaturas del aire ambiente más altas de lo normal o falla de un componente de gestión térmica del sistema (como un ventilador del sistema)", aunque en "un diseño adecuado sistema, esta función nunca debe activarse". El enfriamiento y otras técnicas de gestión térmica pueden afectar el rendimiento y el nivel de ruido. Es posible que se requieran estrategias de mitigación del ruido en aplicaciones residenciales para garantizar que el nivel de ruido no sea incómodo.
La vida útil y la eficacia de la batería se ven afectadas por la temperatura de funcionamiento. La eficacia se determina comparando la vida útil alcanzada por la batería como un porcentaje de su vida útil alcanzada a 20 °C frente a la temperatura. La carga óhmica y la temperatura de funcionamiento a menudo determinan conjuntamente la velocidad de descarga de una batería. Además, si la temperatura de funcionamiento esperada para una batería primaria se desvía del típico en el rango de 10 °C hasta 25 °C, la temperatura de funcionamiento "a menudo influirá en el tipo de batería seleccionada para la aplicación". Se ha demostrado que la recuperación de energía de una batería de litio parcialmente agotada mejora cuando "aumenta adecuadamente la temperatura de funcionamiento de la batería".